# Coleophora albicostella
Coleophora albicostella é uma espécie de lepidóptero da família Coleophoridae, com distribuição restrita à Europa e Ásia Ocidental.

## Biologia
As suas larvas alimentam-se de Fragaria vesca, Potentilla cinerea, Potentilla palustris e Potentilla tabaernaemontani. As larvas podem ser encontradas desde o Outono até Maio.

## Distribuição
Pode ser encontrada na Albânia, Alemanha, Áustria, Bélgica, Croácia, Chipre, Eslováquia, Eslovênia, Espanha, França, Grécia, Holanda Hungria, Itália, Letônia, Lituânia, Macedônia, Polônia, Portugal, República Checa, Romênia e Suíça